# Marc Bernaus
Marc Bernaus Cano (Andorra la Vieja, Andorra, 2 de febrero de 1977) es un exfutbolista andorrano que se desempeñaba en posición de defensa.

## Trayectoria en la selección
Marc ha jugado 32 partidos con la selección de fútbol de Andorra y ha marcado un gol, que dio la primera victoria oficial de toda la historia del equipo andorrano, el 13 de octubre de 2004, jugando contra la Selección de fútbol de Macedonia.

## Clubes
| Club                   | País   | Año         |
| ---------------------- | ------ | ----------- |
| FC Barcelona B         | España | 1995 - 1999 |
| FC Barcelona C         | España | 1995 - 1996 |
| CD Toledo              | España | 1999 - 2000 |
| Terrassa FC            | España | 1999 - 2000 |
| Gimnàstic de Tarragona | España | 2000 - 2002 |
| U. D. Las Palmas       | España | 2002 - 2003 |
| Getafe C.F.            | España | 2003 - 2004 |
| Elche C. F.            | España | 2004 - 2007 |
| C.P. Ejido             | España | 2007 - 2008 |
| Girona F. C.           | España | 2008 - 2010 |
| UE Llagostera B        | España | 2013        |